# Теорија апсурда
Теорија апсурда или апсурдизам односи се на човекову тежњу ка јасноћи и смислу у свету који је бесмислен, хаотичан и ирационалан, услед чега настаје апсурд. Појединачно, ни човек ни свет не изазивају апсурд, већ он проистиче из њихове узајамне присутности.
Као део филозофије, апсурдизам се бави и проблемом људског суочавања са апсурдом, онда када га човек постане свестан. Писац и филозоф Албер Ками тврдио је да појединац треба да прихвати апсурд људског постојања док у исто време пркосно наставља да трага за смислом. 
Апсурдизам је уско повезан са егзистенцијализмом и нихилизмом. Корене вуче из 19. века, када је дански филозоф Серен Киркегор развио сопствену егзистенцијалистичку филозофију као одговор на невољу суочавања људи са апсурдом. Ово је касније била основа егзистенцијалистичког покрета у Европи, из кога настаје и апсурдизам. У свом есеју Мит о Сизифу, Албер Ками одбацио је одређене ставове егзистенцијалистичке линије мишљења и тиме издвојио апсурдизам као засебну филозофију. Стање у друштву током 20. века, разореном Првим и Другим светским ратом, омогућило је апсурду да постане примарна мисао великих умова, посебно у Француској.

## Преглед
Постоји само један истински озбиљан филозофски проблем: самоубиство. Одговор на суштинско питање филозофије јесте заправо размишљање о томе да ли живот вреди или не вреди да се проживи.— Албер Ками, Мит о Сизифу
У филозофији апсурдизма, сам апсурд произилази из несклада између човекове потраге за смислом и бесмисла универзума. Као бића која траже смисао у бесмисленом свету, људи имају три начина да реше дилему. Киркегор и Ками описују решења у својим делима Болест на смрт (1849) и Мит о Сизифу (1942):
- Самоубиство (или "избегавање постојања"): решење у којем особа окончава сопствени живот. И Киркегор и Ками одбацују ову опцију. Ками тврди да се ово решење не противи апсурду, већ, у чину окончавања сопственог постојања, постојање постаје још апсурдније.
- Верско, духовно или апстрактно веровање у трансцендентну димензију, биће или идеју: решење у којем човек верује у постојање стварности која је изван апсурда и, као таква, има значење и смисао. Киркегор је тврдио да веровање у нешто што је изван апсурда захтева ирационалан, али можда и потребан религијски "скок" у неопипљиво и емпиријски недоказиво (устаљен израз "скок вере"). Међутим, Ками је ово, и многа друга решења, сматрао "филозофским самоубиством".
- Прихватање апсурда: решење у коме се апсурд признаје и прихвата и упркос њему наставља да се живи. Овај став заступао је Ками, верујући да се тако може постићи највећи степен слободе. Неуважавање било каквих религијских или других моралних ограничења и супротстављање апсурду (кроз стварање значења и смисла), док се истовремено сам апсурд прихвата као непобитан, процес је који сам по себи ствара смисао и у том створеном смислу, човек може пронаћи спокој. Киркегор, с друге стране, овај процес назива "демонским лудилом".

## Однос према егзистенцијализму и нихилизму
Апсурдизам се као засебан систем веровања издваја из егзистенцијализма и нихилизма 20. века; са њима дели одређене полазне тачке, али такође подразумева и закључке који се у потпуности разликују. Сва три настала су из људског сусрета са муком и конфузијом које произилазе из апсурда: очигледним бесмислом у свету у коме су људи, ипак, приморани да пронађу или створе смисао. Од те тачке, све три школе мишљења се надаље разликују. Егзистенцијалисти су заговарали идеју да сваки појединац треба да пронађе властити смисао и притом наглашавали слободну вољу појединца. Нихилисти, напротив, тврде да је "узалудно тражити или потврђивати смисао тамо где се он не може наћи". Апсурдисти, након Камијеве формулације, постају отворени за могућност проналажења одређеног смисла у животу, али нити су толико уверени у стварање властитог смисла као егзистенцијалисти, нити толико уверени у потпуну немогућност проналажења смисла као нихилисти. Апсурдисти који следе Камија такође обезвређују или чак потпуно одбацују слободну вољу, инсистирајући само на томе да појединац треба да живи храбро и аутентично упркос притиску који ствара апсурд. 
Сам Ками страсно је радио на оповргавању нихилизма, што објашњава у свом есеју Побуњени човек (1951). Такође, није себе сматрао "егзистенцијалистом" и то је излагао у бројним својим делима, укључујући и есеј Енигма. Упркос томе, често је био окарактерисан од стране других као егзистенцијалиста. И егзистенцијализам и апсурдизам баве се разматрањем практичних решења за проблем апсурда, односно траже применљив одговор на питање како се трагач за смислом треба понашати када се изненада суочи са сакривеним, или потпуно одсутним, смислом у универзуму. Ипак, Камијево властито схватање света (нпр. "доброћудна равнодушност", у Странцу ) и свака визија коју је имао о његовом напретку (Побуњени човек), одваја га од егзистенцијализма.
|    |                                                                   | Атеистички егзистенцијализам                 | Монотеистички егзистенцијализам                                                                            | Апсурдизам | Нихилизам |
| -- | ----------------------------------------------------------------- | -------------------------------------------- | --- | --- | --------- |
| 1. | Постоји нешто попут смисла или вредности                          | Да                                           | Да | Можда | Не        |
| 2. | Универзум садржи инхерентан смисао                                | Не                                           | Да, али појединац мора спознати Бога                                                                       | Не | Не        |
| 3. | Потрага за смислом сама по себи може садржати или створити смисао | Да                                           | Да | Да, таква потрага може и треба појединцу пружити смисао, али смрт је ултимативно чини бесмисленом                          | Не        |
| 4. | Могуће је створити властити (субјективни) смисао                  | Да, властити смисао је циљ егзистенцијализма | Да, властити смисао води до спознаје Бога, који, као створитељ универзума, представља његов коначни смисао | Да, при чему увек треба имати у виду неизбежност апсурда и смрт која на крају уништава сваки створени смисао               | Не        |
| 5. | Постоји решење за појединца који је у потрази за смислом          | Да, кроз стварање властитог смисла           | Да, кроз стварање властитог смисла које укључује спознају Бога                                             | Прихватање апсурда може омогућити појединцу да буде срећан и спокојан, ипак једино "решење" је смрт (али не и самоубиство) | Не        |

## Серен Киркегор
Читав век пре Камија, дански филозоф Серен Киркегор опширно је писао о апсурду света. У својим дневницима Киркегор дефинише апсурд кроз пример приче о Абрахаму. У Књизи Постанка, Бог је рекао Абрахаму да убије свог сина Исака. У тренуцима пре него што ће га убити, анђео спречава Абрахама да то учини. Киркегор верује да је Абрахам, захваљујући апсурду, пркосећи разуму и етичким обавезама, вратио свог сина и потврдио своју веру. Овакво деловање (или неделовање) Киркегор дефинише као "деловање по врлини апсурда". Између осталог, пише и о односу апсурда и вере. За човека који има веру у себи, апсурд престаје да постоји, јер га вера трансформише, али се ипак у тренуцима слабости поново враћа. Страст веровања једина је ствар која савладава апсурд, у супротном вера није вера у правом смислу те речи, већ само врста сазнања.
Још један пример апсурдистичких тема у Киркегоровом раду појављује се у књизи Болест на смрт. Истражујући облике егзистенцијалне патње, Киркегор испитује врсту очаја познатог као пркос и издваја три главне особине апсурдног човека, о којима је касније писао и Албер Ками: одбацивање егзистенције (самоубиство), одбијање помоћи више силе и прихватање апсурдног (и очајничког) стања.

## Албер Ками
Иако се тема апсурда провлачи кроз сва дела Албера Камија, детаљно ју је обрадио у есеју Мит о Сизифу. У њему, Ками представља апсурд као конфронтацију, сукоб или "развод" два идеала. Људско стање апсурда дефинише као раздор између човекове тежње за смислом и јасноћом с једне стране - и тихог, хладног света с друге стране. Постоје одређена животна искуства која буде сазнање о апсурду. Такво сазнање или сусрет оставља човеку само три избора: самоубиство, скок вере или прихватање апсурда. Он закључује да је последње једина исправна опција.
За Камија, самоубиство је исто што и уважавање идеје да живот није вредан живљења; то је избор који једнозначно говори да је живот "превише за човека". Самоубиство нуди најосновнији "излаз" из апсурда: тренутни прекид сопства и његовог места у универзуму.
Сусрет са апсурдом такође може довести и до религијског "скока вере", термин изведен из једног од Киркегорових ранијих дела написаних под псеудонимом Јоханес де Силенцио (иако тај израз није користио сам Киркегор). Да би се десио "скок вере", човек мора деловати по "врлини апсурда" (како је то рекао Јоханес де Силенцио). Ово веровање нема очекивања, већ флексибилну моћ која постоји због уважавања апсурда (иако у неком тренутку, након сусрета са апсурдним, човек одлучује да активно игнорише његово постојање). Крајња тачка је проналазак Бога, односно било каквог облика вере. Међутим, скок вере је чин у коме мисао пориче саму себе и настоји да се превазиђе у ономе што је оповргава. Према Камију, оспоравање људског разума је исто што и "филозофско самоубиство", те он и ово решење одбацује заједно са физичким самоубиством. 
На крају, особа може да изабере да прихвати апсурд. Ками тврди да слобода - и могућност давања смисла животу - лежи управо у препознавању и прихватању апсурда. Ако је сусрет са апсурдним сазнање да је свет у основи лишен апсолутних истина, односно сврхе, онда смо ми као појединци заиста слободни. "Живети без циља", како каже, филозофски је потез у коме се оно што је апсолутно и универзално дефинишу субјективно, а не објективно. Људска слобода је тако успостављена у човековој природној способности и могућности да створи властити смисао и сврху; да одлучује (или мисли) за самог себе. Појединац на тај начин постаје најдрагоценија јединица постојања, представљајући скуп јединствених идеала. Иако увиђа апсурдност тражења било каквог трајног смисла, човек треба да настави потрагу, јер на тај начин може постепено развијати властити (субјективни) смисао и на крају достићи срећу и спокој.
У Миту о Сизифу Ками каже: "Извлачим из апсурда три закључка: свој револт, своју слободу и своју страст. Самом игром свести претварам у животно правило оно што је позив на смрт, тако одбацујем самоубиство."  "Револт" се овде односи на одбијање самоубиства и трагање за значењем упркос открићу апсурда; "Слобода" се односи на непостојање затвора створеног религиозном преданошћу или моралним кодексима других; "Страст" се односи на најсвеобухватније искуство живота, јер је нада одбачена, па закључује да се сваки тренутак мора живети у потпуности.

## Смисао живота
Према теорији апсурда, људи кроз читаву историју покушавају да пронађу смисао у својим животима. Традиционално, ова потрага има два крајња одредишта: или да живот нема дубљи смисао, или да живот има сврху додељену од стране више силе - веровање у Бога, приврженост некој религији или другом апстрактном концепту.

### Избегавање
Ками доживљава испуњавање празнине у човеку неким измишљеним веровањем или смислом као пуки "чин избегавања" — тј. бежање од апсурда, уместо његовог прихватања. За Камија, ово је основна мана религије, егзистенцијализма и разних других школа мишљења. Ако појединац игнорише апсурдност свог постојања, онда се он никада не може суочити са њим. Ками такође признаје да је то оно што људи најчешће чине.

### Бог
Чак и уз веру као одговор на смисао, поставља се друго питање: Која је сврха веровања у Бога? Киркегор је сматрао да не постоји људски разумљива сврха Бога, што саму веру чини апсурдном. Ками, с друге стране, тврди да је веровање у Бога "порицање једног од услова контрадикције" између човечанства и универзума (и стога није апсурдно, већ оно што он назива "филозофским самоубиством"). Међутим Ками, као и Киркегор, тврди да иако апсурд не води ка потврђивању Бога, такође ни не пориче његово постојање.

### Властити смисао
За Камија, лепота са којом се људи сусрећу у животу чини сам живот вредним живљења. Људи могу створити свој лични смисао, који можда није објективан (ако такав смисао уопште постоји), али је он ипак нешто за шта се треба борити. Упркос томе, Ками је инсистирао да се увек мора одржавати иронична дистанца између овог измишљеног властитог смисла и апсурда, да не би дошло до тога да измишљено заузме место стварности.

### Слобода
Слобода се не може остварити изван онога што допушта апсурдност постојања; ипак, најближе апсолутној слободи за човека је прихватање апсурда. У свету лишеном више сврхе и загробног живота, људска природа постаје онолико слободна колико је то за човека могуће.

### Нада
Теорија апсурда одбацивање наде означава као одбијање да се верује у било шта више од онога што апсурдни живот пружа. Ками истиче да нада, међутим, нема никакве везе са патњом, односно да та два нису супротности. Човек и даље може живети испуњено, иако је одбацио наду. Заправо, то је једини начин да уопште живи испуњено. Апсурдисти посматрају наду као још један начин да се избегне апсурд, док је одбацивањем наде човек мотивисан да испуни сваки пролазан тренутак свог живота. Као по епитафу Никоса Казанцакиса: "Не надам се ничему, не бојим се ничега, ја сам слободан."

### Интегритет
Апсурдисти нису вођени моралом, већ својим властитим интегритетом. Апсурд је, у ствари, аморалан (иако не нужно неморалан). Апсурдистичко схватање морала подразумева непоколебљив осећај за исправно и погрешно у сваком тренутку, док интегритет подразумева да човек увек треба да буде искрен према самом себи и доследан у својим одлукама и делима.